# Pedro Gárezon Thomas

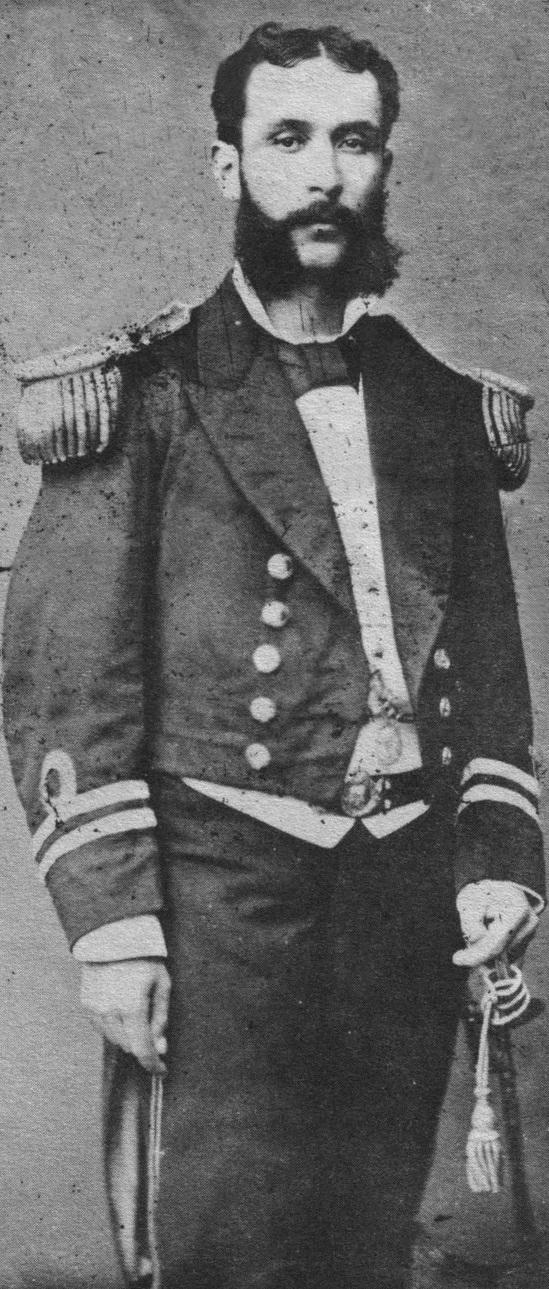
Pedro Gárezon Thomas als Oberleutnant zur See

Pedro L. Gárezon Thomas (* 23. Februar 1851 in Lima; † 27. Mai 1927 ebenda) war ein peruanischer Marineoffizier und Verwaltungsbeamter. Bekannt wurde er als letzter peruanischer Kommandant des Monitors Huáscar im Salpeterkrieg.

## Leben
Historisch hervorgetreten ist Gárezon Thomas nicht durch seine spätere Karriere als Marine- und Verwaltungsbeamter, sondern allein dadurch, dass er als junger Offizier (er war damals Oberleutnant zur See) im Alter von 28 Jahren am Seegefecht von Angamos teilnahm und im Verlauf des Kampfes für einige Stunden Kommandant des Flaggschiffs der peruanischen Marine wurde, als alle anderen Offiziere der Huáscar gefallen oder schwer verwundet worden waren. Kurz darauf wurde das Schiff geentert und er geriet mit der restlichen Mannschaft in chilenische Gefangenschaft. In seiner Funktion als akzidenteller Kommandant unterzeichnete Gárezon Thomas das Logbuch und die Berichte über die Kämpfe, die er aus der Gefangenschaft an seine Regierung schicken musste, um sich dafür zu rechtfertigen, dass der mit seinen Kameraden unter seiner Leitung unternommene Versuch, das Schiff vor der Eroberung noch rasch zu versenken, nicht geglückt und das Schiff in Feindeshand gefallen war.
Nach dem Ende des Salpeterkrieges kam Pedro Gárezon Thomas nach Peru zurück und setzte seine Marinekarriere fort. Er heiratete Elvira Paz-Soldán y Rivero (* 1863), mit der er eine Tochter namens Elvira Gárezon y Paz-Soldán hatte. 1880 erhielt er den Posten eines Ersten Offiziers auf dem Transportschiff Oroya und diente anschließend in derselben Position auf dem Monitor Atahualpa. 1881 war er persönlicher Adjutant des peruanischen Präsidenten Manuel Francisco García-Calderón y Landa (amtierte von März bis September). Danach wurde er zu den Küstenbatterien von Callao versetzt. 1908/09 wurde er für ein Jahr turnusmäßiger Kommandeur der peruanischen Flotte. Im Jahr 1911 wurde Gárezon für ein Jahr zum Präfekten (Zivilgouverneur) von Lima ernannt; 1912 zum Konteradmiral befördert.
Nach seinem Tod im Jahre 1927 wurde er als Salpeterkriegsveteran in einer Nische der Heldengruft (Cripta de los Héroes) in Lima beigesetzt.

## Werke
- Offizieller Bericht von Pedro Gárezon Thomas über das Seegefecht von Angamos vom 4. September 1890 auf Wikisource (spanisch)

| Personendaten    | Personendaten                                      |
| ---------------- | -------------------------------------------------- |
| NAME             | Gárezon Thomas, Pedro                              |
| ALTERNATIVNAMEN  | Gárezon Thomas, Pedro L.                           |
| KURZBESCHREIBUNG | peruanischer Marineoffizier und Verwaltungsbeamter |
| GEBURTSDATUM     | 23. Februar 1851                                   |
| GEBURTSORT       | Lima, Peru                                         |
| STERBEDATUM      | 27. Mai 1927                                       |
| STERBEORT        | Lima, Peru                                         |